# کریستینا کوتس-هوتلیب
کریستینا کوتس-هوتلیب (به انگلیسی: Khrystyna Kots-Hotlib) (زاده ۲ مهٔ ۱۹۸۳) خواننده و ملکه زیبایی اوکراینی است.
او قبلاً عضو گروه ویا گرا بود.
او در سال ۲۰۰۹ دختر شایسته اوکراین شد.